# Zalas (gromada w powiecie kolneńskim)
Zalas – dawna gromada, czyli najmniejsza jednostka podziału terytorialnego Polskiej Rzeczypospolitej Ludowej w latach 1954–1972.
Gromady, z gromadzkimi radami narodowymi (GRN) jako organami władzy najniższego stopnia na wsi, funkcjonowały od reformy reorganizującej administrację wiejską przeprowadzonej jesienią 1954 do momentu ich zniesienia z dniem 1 stycznia 1973, tym samym wypierając organizację gminną w latach 1954–1972.
Gromadę Zalas z siedzibą GRN w Zalasie utworzono – jako jedną z 8759 gromad – w powiecie kolneńskim w woj. białostockim, na mocy uchwały nr 17/V WRN w Białymstoku z dnia 4 października 1954. W skład jednostki weszły obszary dotychczasowych gromad Zalas i Piątkowizna oraz miejscowości Wejdo i Silipki z dotychczasowej gromady Wejdo ze zniesionej gminy Turośl oraz obszar dotychczasowej gromady Klękor ze zniesionej gminy Turośl w tymże powiecie. Dla gromady ustalono 17 członków gromadzkiej rady narodowej.
31 grudnia 1959 do gromady Zalas przyłączono wsie Dudy Puszczańskie, Grądzkie, Antonia i Warmiak, kolonię Warmiak-Małobudy i leśniczówkę Na Stefanowie oraz obszar lasów państwowych N-ctwa Lipniki obejmujący oddziały 1—25, 27—36, 38—45 i 49—53 ze zniesionej gromady Dudy Puszczańskie.
31 grudnia 1961 do gromady Zalas przyłączono wieś Łączki oraz przyległy obszar lasów państwowych N-ctwa Lipniki o powierzchni 6 ha stanowiący uroczysko Łączki ze zniesionej gromady Ksebki.
Gromada przetrwała do końca 1972 roku, czyli do kolejnej reformy gminnej.